# 曹鸿鸣 (1935年)
曹鸿鸣（1935年4月—），男，江苏无锡人，中华人民共和国政治人物，中共江苏省委原副书记，江苏省人大常委会原副主任，第八届、第九届全国人大代表。